# 15. januar
15. januar er dag 15 i året, i den gregorianske kalender. Der er 350 dage tilbage af året (351 i skudår).
- Maurus' dag, opkaldt efter benediktinermunken Maurus, der omkring år 500 missionerede i Frankrig, hvor han udførte undere og helbredte både stumme og krøblinge. Han er kobbersmedenes skytshelgen.

### Begivenheder
Født - Dødsfald
- 44 f.Kr. - Julius Cæsar lader sig udråbe til diktator for livstid. Herudover bærer han titlerne konsul, censor og tribun. Han myrdes to måneder senere.
- 1559 - Elizabeth 1. af England bliver kronet i Westminster Abbey.
- 1582 - Rusland overgiver Livland og Estland til Polen.
- 1759 - British Museum åbnes i London.
- 1776 - Indfødsret i Danmark bliver indført ved lov. Kun indfødte, det vil sige danskere, nordmænd, slesvigere og holstenere, kan beklæde statsembeder.
- 1790 - Fletcher Christian går sammen med otte andre mytterister fra Bounty og seks mænd og 12 kvinder fra Tahiti i land på Pitcairn.
- 1912 - For første gang anvendes propagandablade. De bliver kastet ud fra et italiensk fly under den italiensk-tyrkiske krig. De tilbyder en guldmønt og en sæk korn til hver araber i Libyen, som vil overgive sig.
- 1913 - Et nyt radiotårn i Nauen nær Berlin gør det muligt for første gang at opnå trådløs forbindelse mellem Tyskland og USA.
- 1919 - Pianisten Ignacy Jan Paderewski bliver republikken Polens anden statsminister.
- 1919   - Den polsk-tyske agitator, pacifist og medstifter af kommunistpartiet, Rosa Luxemburg, bliver myrdet sammen med partifællen Karl Liebknecht af de vagter, der skulle overføre dem til varetægtsfængslet Moabit i Berlin.
- 1943 - Det amerikanske forsvarsministeriums administrationsbygning Pentagon i Arlington i Virginia, USA står færdigbygget.
- 1953 - DDR's udenrigsminister Georg Dertinger bliver som led i udrensninger i DDR arresteret af sikkerhedstjenesten Stasi under anklager om "statsfjendtlig virksomhed" og bliver senere under en skueproces idømt 15 års fængsel.
- 1966 - Århus Stiftstidende udsender udgave nummer 50.000 siden starten i 1794.
- 1968 - Sovjetunionen opsender det bemandede Sojuz 5 luftfartøj.
- 1968 - En orkanagtig storm over Storbritannien og Danmark og koster 28 mennesker livet, heraf 9 i Danmark.
- 1971 - Officiel åbning af Aswandæmningen ved Nilen af den ægyptiske præsident Anwar Sadat og den sovjetiske præsident Nikolaj Podgornyj. Sovjetunionen har taget sig af både finansiering og opførelse af dæmningen.
- 1972 - Fra balkonen på Christiansborg bekendtgør statsminister Jens Otto Krag kl. 15 at den 31-årige Margrethe Alexandrine Thorhildur Ingrid dagen før er tiltrådt som Danmarks dronning som Dronning Margrethe den 2. efter hendes afdøde far, Frederik 9.
- 1973 - Golda Meir bliver modtaget som det første israelske statsoverhoved af paven.
- 1975 - Angola opnår uafhængighed fra Portugal.
- 1979 - Som den yngste nogensinde vinder 19-årige John McEnroe US Open i tennis i New York City.
- 1980 - William Heinesen udråbes på sin 80-års dag til æresborger i Thorshavn.
- 1985 - Den tidligere premierminister Tancredo de Almeida Neves bliver valgt til Brasiliens første civile præsident.
- 1986 - I USA fejrer man den første Martin Luther King-dag.
- 1989 - Med hunde, vandkanoner og tåregas stopper tjekkisk politi 4.000 demonstranter i Prag, der mindes studenten Jan Palach, der i 1969 tog sit eget liv i protest mod Sovjetunionens indmarch i Tjekkoslovakiet efter det såkaldte Prag-forår.
- 1990 - I Bulgarien afskaffer regeringen det kommunistiske partis 44-årige monopol.
- 1992 - De øvrige 11 EU-lande samt Norge følger Tysklands eksempel og anerkender de jugoslaviske udbryderrepublikker Slovenien og Kroatien.
- 1992   - Jørn Utzon tildeles sammen med to andre arkitekter den fornemme Wolf-pris.
- 1993 - Et flertal i Folketinget peger på Poul Nyrup Rasmussen som forhandlingsleder efter Poul Schlüters afgang på grund af tamilrapporten.
- 1996 - Spies Rejser bliver solgt.
- 1996   - HT-terminalen på Rådhuspladsen i København bliver indviet. Den nedrives i 2010.
- 2001 - Hans Hækkerup tiltræder som øverste chef for den internationale FN-styrke i Kosovo.
- 2001   - Wikipedia starter officielt.
- 2003 - Professor dr.jur. Peter Pagh, Københavns Universitet, klager til Folketingets Ombudsmand over afgørelsen i "Lomborg-sagen", som efter hans mening er behæftet med alvorlige retslige mangler.
- 2004 - Fødevaredirektoratet lægger "smiley"er på nettet, så alle kan følge med i hygiejnestandarden for landets serveringssteder og fødevarebutikker.
- 2005 - Operaen i København indvies med en stor gallaforestilling.

### Født
- 1622 - Molière, fransk komedieforfatter (død 1673).
- 1809 - Den franske økonom, sociolog og anarkist Pierre-Joseph Proudhon fødes.
- 1850 - Mihai Eminescu, rumænsk digter (død 1889).
- 1872 - Ludvig Mylius-Erichsen, dansk polarforsker (død 1907).
- 1882 - Margareta af Connaught, svensk kronprinsesse (død 1920).
- 1891 - Osip Mandelsjtam, russisk digter (død 1938).
- 1900 - William Heinesen, færøsk forfatter (død 1991).
- 1906 - Aristotle Onassis, græsk skibsreder (død 1975).
- 1908 - Edward Teller, ungarsk-amerikansk kernefysiker (død 2003).
- 1908   - Ebba With, dansk skuespiller (død 1993).
- 1909 - Gene Krupa, amerikansk trommeslager og bandleder (død 1973).
- 1910 - Ole Ejnar Bonding, dansk arkitekt (død 1989).
- 1912 - Elias Bredsdorff, dansk forfatter og litteraturhistoriker (død 2002).
- 1913 - Lloyd Bridges, amerikansk skuespiller (død 1998).
- 1918 - Gamal Abdal Nasser, egyptisk præsident (død 1970).
- 1921 - Frank Thornton, amerikansk skuespiller (død 2013).
- 1923 - Evan Klamer, dansk cykelrytter (død 1978).
- 1927 - Aksel Erhardsen, dansk skuespiller (død 2010).
- 1927   - Phyllis Coates, amerikansk skuespiller.
- 1929 - Martin Luther King, amerikansk baptistpræst og borgerrettighedsforkæmper (død 1968).
- 1930 - Jens Jørgen Bolvig, dansk politiker (død 2024).
- 1933 - Lise Reinau, dansk sanger (død 2020).
- 1933   - Ernest J. Gaines, amerikansk forfatter.
- 1935 - Robert Silverberg, amerikansk science-fictionforfatter.
- 1938 - Kim Menzer, dansk jazzmusiker.
- 1941 - Captain Beefheart, amerikansk musiker og kunstmaler (død 2010).
- 1949 - Elsebeth Kock-Petersen, dansk jurist og tidligere minister.
- 1959 - Pete Trewavas, engelsk musiker.
- 1961 - Peter Kær, dansk skuespiller og tv-vært.
- 1963 - Nikolaj Cederholm, dansk skuespiller, dramatiker, instruktør og teaterdirektør.
- 1970 - Sine Bundgaard, dansk operasanger

### Dødsfald
- 1886 - Hilmar Finsen, dansk/islandsk borgmester, landshøvding og indenrigsminister (født 1824).
- 1902 - Sofus Høgsbro, dansk højskoleforstander og politiker (født 1822).
- 1919 - Rosa Luxemburg, tysk kommunistisk politiker (født 1871) - myrdet.
- 1919 - Karl Liebknecht, tysk kommunistisk politiker (født 1871) - myrdet.
- 1927 - Harald Giersing, dansk maler (født 1881).
- 1936 - Frederik Borgbjerg, dansk politiker og minister (født 1866).
- 1943 - Hans Ostenfeld Lange, dansk bibliotekar og ægyptolog (født 1863).
- 1955 - Yves Tanguy, fransk kunstmaler (født 1900).
- 1964 - Jack Teagarden, amerikansk jazzmusiker (født 1905).
- 1970 - Viggo Brodthagen, dansk skuespiller og revydirektør (født 1901).
- 1983 - Signe Toksvig, dansk forfatter (født 1891).
- 1983 - Meyer Lansky, russiskfødt amerikansk gangster (født 1902).
- 1990 - Gordon Jackson, skotsk skuespiller (født 1923).
- 2006 - Jaber al-Ahmad al-Jaber al-Sabah, emir af Kuwait (født 1926).
- 2012 - Ib Spang Olsen, dansk tegner og forfatter (født 1921).
- 2019 - Carol Channing, amerikansk skuespillerinde (født 1921).

|  | Denne datoartikel kan blive bedre, hvis der indsættes et (bedre) billede Du kan hjælpe ved at afsøge Wikimedia Commons for et passende billede eller uploade et godt billede til Wikimedia Commons iht. de tilladte licenser og indsætte det i artiklen. |